# Bredele

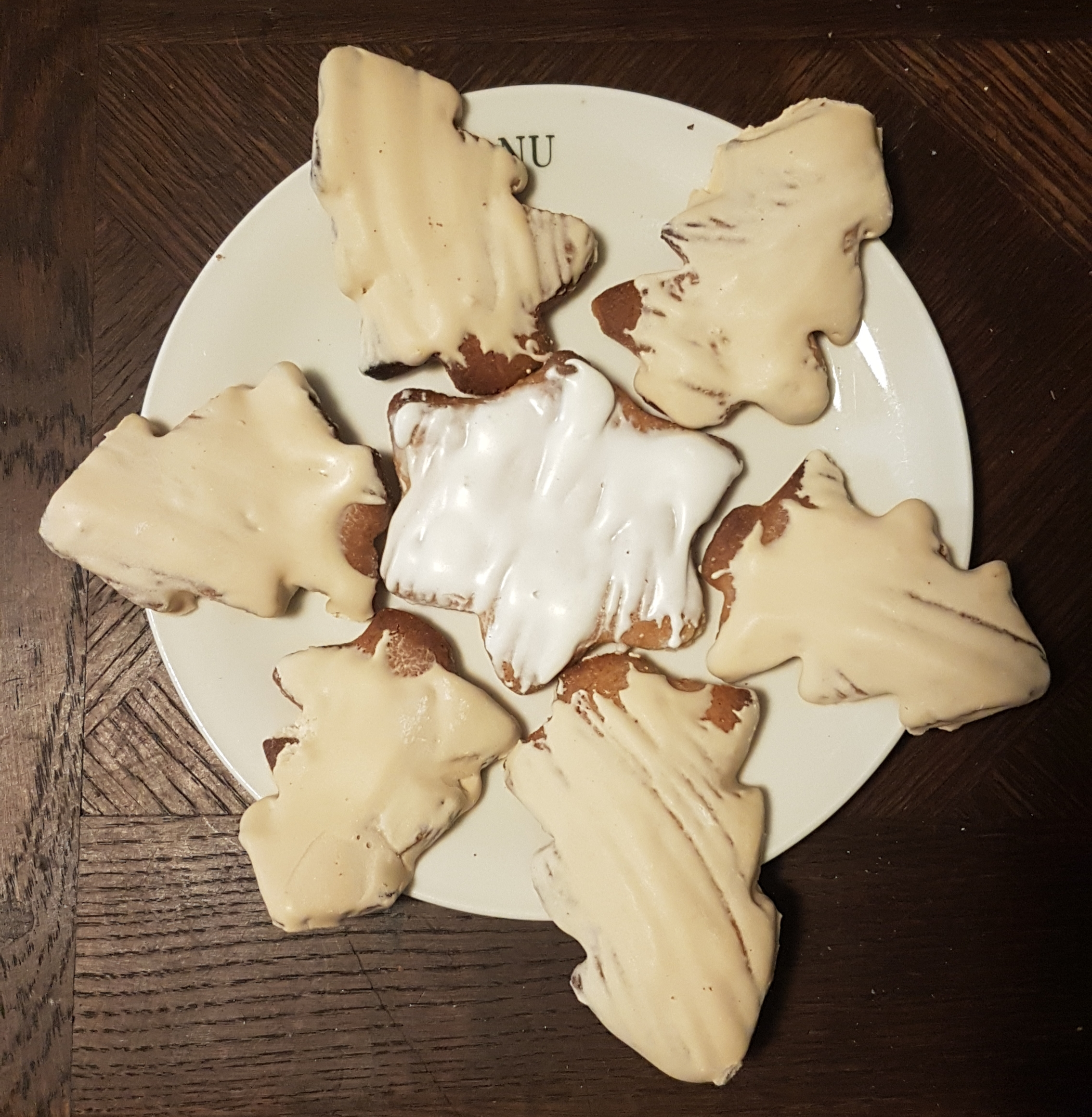
Bredele de Noël.

En alémanique alsacien et en francique lorrain, les bredele ou braedele (Bas-Rhin et Moselle), bredala (Haut-Rhin), bredle (Strasbourg) ou plus spécifiquement Winachtsbredele (mêmes variantes, littéralement : « petits gâteaux de Noël ») sont des petits fours qui sont aujourd'hui confectionnés à l'occasion des fêtes de fin d'année.

## Étymologie
Le terme « bredele », bien que figurant dans le Robert et le Larousse, est une francisation récente du mot « Bredle ». Ce terme d'origine germanique s'écrit comme tous les noms propres en langue tudesque avec une majuscule. Le terme originel est « Bredle », pour preuve de la dérive, on peut comparer au terme « Kalbsbrote » et « Gebreldi » qui dans la même logique deviendraient « Kalbsbrodele » et « Gebradeledi ».
Ce mot est inclus dans le dictionnaire Larousse en 2018 et dans Le Petit Robert en 2019.

## Histoire
L'origine et l'histoire des bredele sont particulièrement difficiles à établir. Les seuls indices sont les moules utilisés pour leur fabrication, dont le plus ancien date du XIVe siècle. Il n'a toujours pas été déterminé avec certitude si ces moules servaient uniquement à l'approche de Noël ou bien également pour d'autres grandes occasions. Une preuve de leur existence date de 1570, quand le Magistrat de Strasbourg interdit le marché de la Saint-Nicolas. Ne pouvant plus acheter d'agrumes (oranges, mandarines et citrons) ni d'épices, nécessaires pour la préparation des bredele, les ménagères de la ville protestèrent vigoureusement.[réf. souhaitée]
Pour leur préparation, on découpait simplement la pâte au couteau, pour obtenir des formes carrées, rectangulaires ou des losanges. Dans ses Mémoires, la baronne d’Oberkirch raconte qu’on pouvait les acheter sur le Christkindelsmärik de Strasbourg.[réf. souhaitée]
Les bredele commencèrent à se démocratiser au courant du XVIIIe siècle. On en trouvera beaucoup plus au début du XIXe siècle avec l'apparition d'emporte-pièces.[réf. souhaitée]

## Préparation

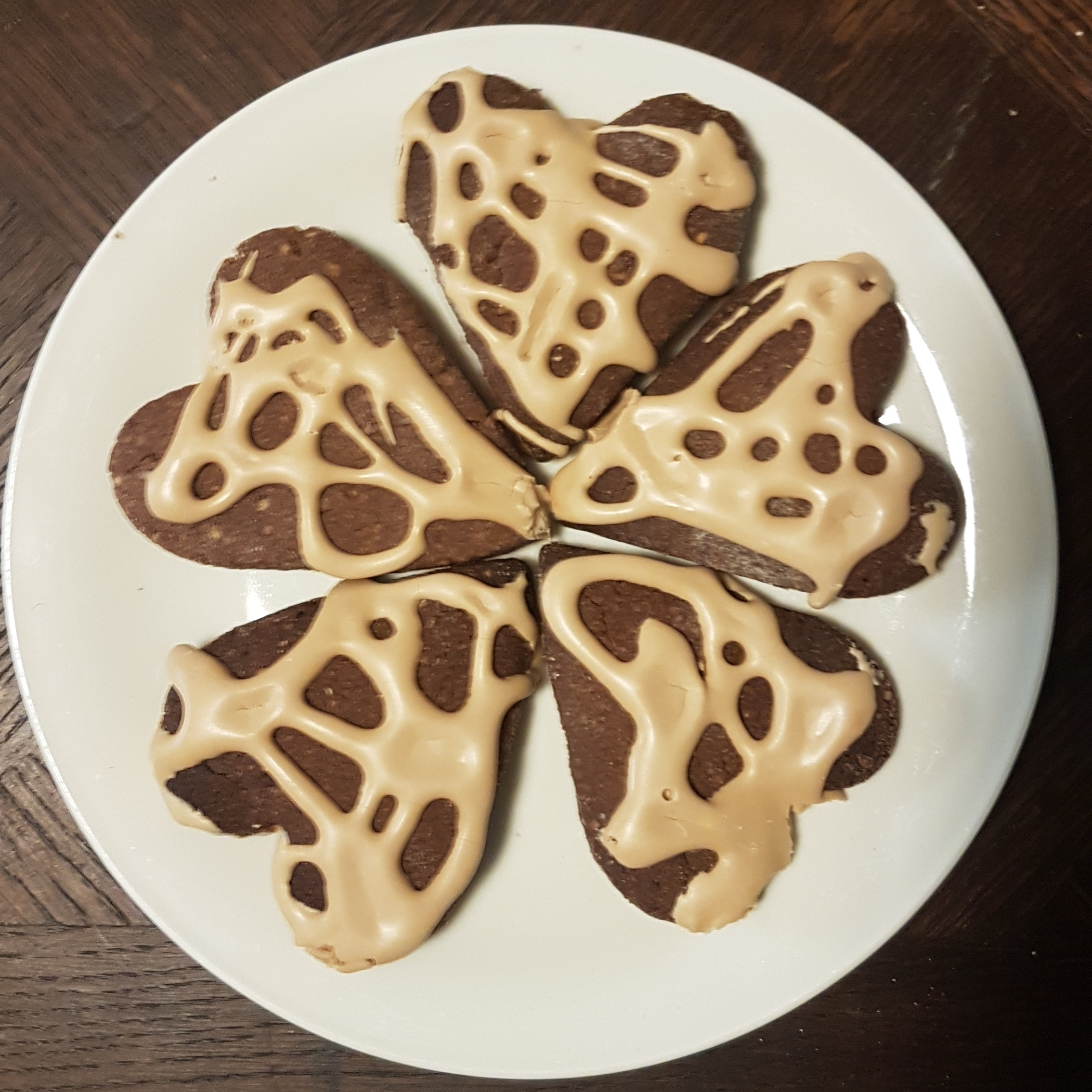
Bredele de Noël.

En famille, on confectionne à partir de novembre souvent plus d'une dizaine de sortes de bredele. Les recettes familiales sont conservées et transmises. Certaines préparations nécessitent en effet un savoir-faire particulier. Ils sont traditionnellement conservés dans des boîtes en métal et on en sert durant la période des fêtes : café, goûter, petit cadeau, etc.

## Variété

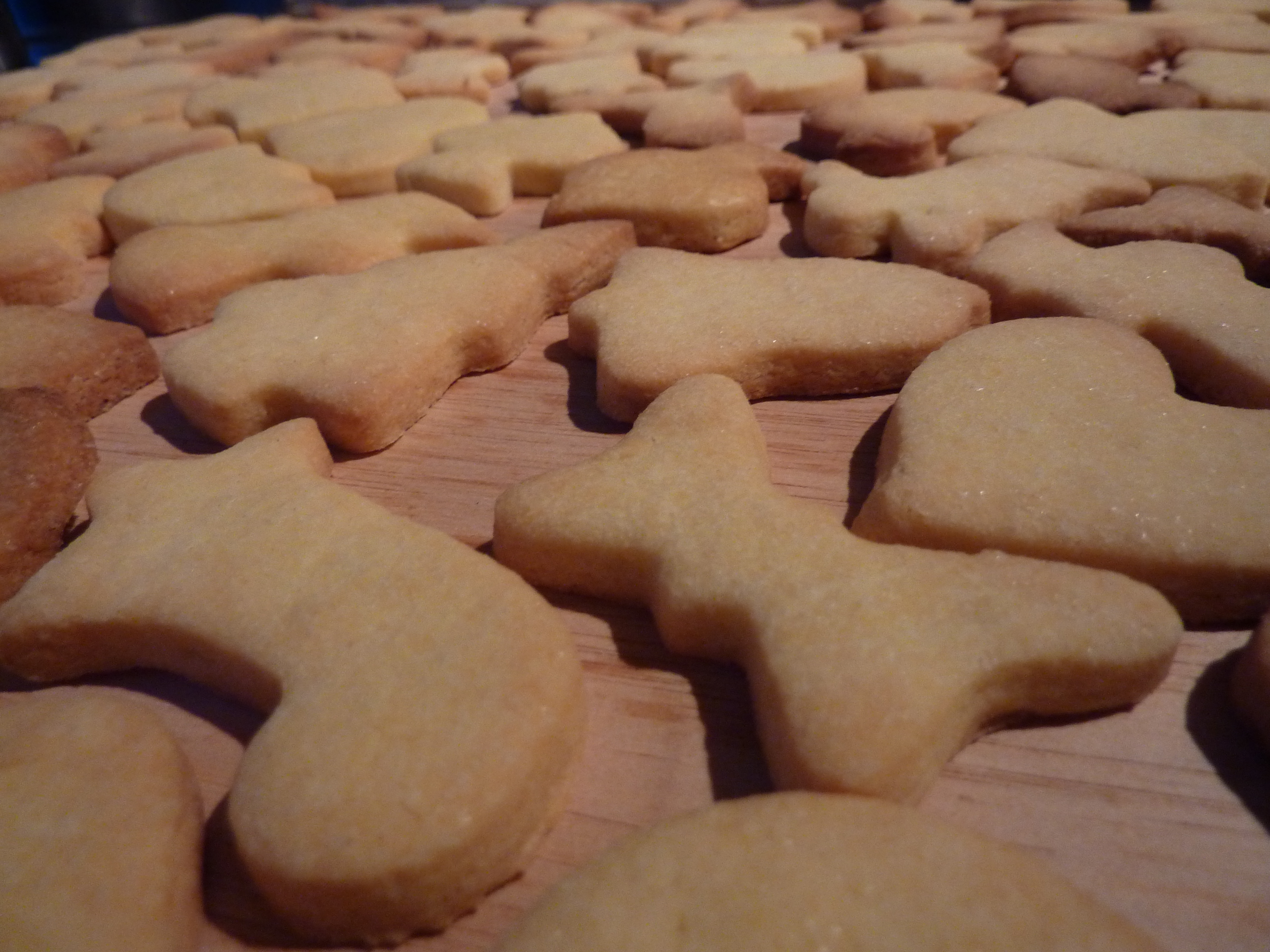
Petits sablés au beurre.

Les recettes se transmettant principalement oralement, on dénombre à présent autant de formes et de compositions de Bredele que de familles alsaciennes. Les recettes les plus classiques sont :
- le gâteau au blanc d'œuf et à l'anis vert (Anisbredele) ;
- les petits pain d'épices (Lapkueche ou Leckerli), ou petits gâteaux aux épices ;
- les petits sablés au beurre (Butterbredele) ;
- les gâteaux aux amandes (Schwowebredele), noisettes ou noix ;
- les étoiles à la cannelle (Zimtsterne).